# Ga Wong Sawang MRT
Ga Wong Sawang (tiếng Thái: สถานีวงศ์สว่าง, phát âm [sā.tʰǎː.nīː wōŋ sā.wàːŋ]) là một ga Bangkok MRT trên Tuyến Tím. Nhà ga mở cửa ngày 6 tháng 8 năm 2016 và nằm trên đường Bangkok-Nonthaburi, gần nút giao với Đường Wong Sawang ở Bangkok. Nhà ga gồm 4 lối vào. Nó là nhà ga phía Bắc ở Tuyến Tím gần vòng xoay Bangkok. (Nhà ga kế tiếp của ga này hướng về phía Bắc nằm tại Nonthaburi).